# شون باركر (لاعب كرة قدم بريطاني)
شون باركر (بالإنجليزية: Shaun Barker)‏ (19 سبتمبر 1982 في المملكة المتحدة - ) هو لاعب كرة قدم بريطاني في مركز الدفاع. لعب مع ديربي كاونتي ونادي بلاكبول ونادي روذرهام يونايتد.

## وصلات خارجية
- شون باركر على موقع قاعدة بيانات كرة القدم.إي يو (الإنجليزية)
- شون باركر على موقع Soccerbase.com (لاعب) (الإنجليزية)
- شون باركر على موقع عالم كرة القدم.نت (الإنجليزية)